# Полард (Арканзас)
Полард (енгл. Pollard) град је у америчкој савезној држави Арканзас.

## Демографија
По попису из 2010. године број становника је 222, што је 18 (-7,5%) становника мање него 2000. године.
| Група             | 2000.       | 2010.       |
| Белци             | 237 (98,8%) | 219 (98,6%) |
| Афроамериканци    | 0 (0,0%)    | 0 (0,0%)    |
| Азијати           | 0 (0,0%)    | 0 (0,0%)    |
| Хиспаноамериканци | 3 (1,3%)    | 2 (0,9%)    |
| Укупно            | 240         | 222         |